# Brila FM
Brila FM ist ein Sportradiosender, der am 1. Oktober 2002 von Larry Izamoje als erster und einziger Sportradiosender Nigerias gegründet wurde. Brila FM hat vier Stationen, namentlich in Lagos, Abuja, Onitsha und Port Harcourt; es wurde zuvor auch in Kaduna ausgestrahlt. Während der FIFA Fußball-Weltmeisterschaft 2014 wurde der Sender von Optima Sports Management International zu einem der drei führenden Sendepartner ernannt.

## Programmierung
Brila FM konzentriert sich hauptsächlich auf Sport-Updates und -analysen. 2012 unterzeichneten sie eine Sendepartnerschaft mit talkSPORT, um bis 2014 Live-Kommentare zu Spielen der Premier League zu übertragen.

## Bemerkenswerte Moderatoren
- Ogechukwukanma Ogwo